# Indiuk
Indiuk - Индюк (rus) - és un poble del krai de Krasnodar, a Rússia. Es troba als vessants meridionals de l'extrem oest del Caucas occidental, a la desembocadura del riu Txilipsi en el riu Tuapsé. És a 19 km al nord-est de Tuapsé i a 93 km al sud de Krasnodar.
Pertany al poble de Gueórguiievskoie.